# 뉴스 바사삭
《성지영의 뉴스 바사삭》은 대한민국의 유튜브 채널 MBC 라디오 시사에서 평일 낮 12시 30분에 방송되는 시사 전문 유튜브 프로그램이다.

## DJ
- 성지영 MBC 기자

## 코너

### 매일 코너
- <오.뉴.완.(오늘 뉴스 완성)> 오늘 뉴스를 15분 만에 완성시켜드립니다. 뉴스톱 김준일 대표, 경향신문 박순봉 기자의 고품격 뉴스 브리핑.

### 요일별 코너
- 월요일 : <여의도 '인싸'이드> 여의도 인싸 중 핵인싸인 정치전문기자 장윤선 기자가 들려주는 여의도 취재 심층 스토리.
- 화요일 : <털어서 사건 속으로> MBC 사회팀 조재영 기자, 한겨레신문 김완 기자가 탈탈 털어드리는 사건사고 심층 분석.
- 수요일 : <명랑 핫 '토크'> 전 국민의힘 청년최고위원 김용태 vs 전 더불어민주당 최고위원 박성민. 여야 청년 정치인들이 펼치는 명랑하고 핫한 토론 배틀
- 목요일 : <키워드 바사삭> MBC 염규현 기자가 한 주의 핵심 키워드를 바사삭~ 털어드립니다.

## 같이 보기
관련 항목
- 시사
- 정치